# Comitê de Libertação Nacional Italiano
 Comitê de Libertação Nacional ( em italiano:  Comitato di Liberazione Nazionale, CLN) foi uma organização política de guarda-chuva e o principal representante do movimento de resistência italiano, lutando contra a ocupação alemã da Itália após o armistício de Cassívil. Era uma entidade multipartidária, cujos membros estavam unidos por seu antifascismo. O Comitê coordenou e dirigiu a resistência italiana e foi subdividido no Comitê Central para a Libertação Nacional (CCLN) com sede em Roma e no posterior Comitê de Libertação Nacional para o Norte da Itália (CLNAI) com sede em Milão.

## História
A "Itália de Libertação" foi formada em 9 de setembro de 1943 (ano de guerra com a "Outra Itália"), após a rendição da Itália aos Aliados e a invasão do país pela Alemanha. Os partidos membros eram o Partido Comunista Italiano, o Partido Socialista Italiano, o Partido da ação, a Democracia Cristã, o Partido Democrático Trabalhista e o Partido Liberal Italiano. Com o apoio do governo real e das potências aliadas, o Comitê ganhou reconhecimento oficial como representante do movimento de resistência italiano e teve vários líderes operando clandestinamente na Itália ocupada pelos alemães. 
As formações partidárias controladas pela Itália de Libertação foram divididas principalmente entre três grupos principais, as brigadas "Garibaldi" comunistas, as brigadas Giustizia e Libertà do Partido da Ação e as brigadas socialistas "Matteotti". Grupos menores incluíam partidários católicos e monarquistas. Havia unidades partidárias não representadas na Itália, incluindo a Brigata Maiella e formações anarquistas, republicanas e trotskistas. 
O Comitê liderou os governos da Itália desde a libertação de Roma em junho de 1944 até as primeiras eleições gerais do pós-guerra em 1946. 

## Composição
| Partido | Partido                         | Ideologia principal | Líder(es)         |
| ------- | ------------------------------- | ------------------- | ----------------- |
|         | Democracia Cristã               | Democracia cristã   | Alcide De Gasperi |
|         | Partido Socialista Italiano     | Socialismo          | Pietro Nenni      |
|         | Partido Comunista Italiano      | Comunismo           | Palmiro Togliatti |
|         | Partido Liberal Italiano        | Liberalismo         | Manlio Brosio     |
|         | Partido da Ação                 | Socialismo liberal  | Ferruccio Parri   |
|         | Partido Democrático Trabalhista | Social-democracia   | Ivanoe Bonomi     |

## Assentos
| Casa                    | Período                                  | Assentos  |
| ----------------------- | ---------------------------------------- | --------- |
| Conselho Nacional       | 5 de abril de 1945 - 24 de junho de 1946 | 156 / 304 |
| Assembléia Constituinte | 25 de junho de 1946 - 1 de junho de 1947 | 503 / 556 |